# مرتضی مشایخی
مرتضی مشایخی (زاده ۱۲۹۹) استاد گروه کودکان دانشگاه علوم پزشکی تهران بود.
وی در سال ۱۲۹۹ در شهر خوانسار متولد شد و در سال ۱۳۱۸ وارد رشتهٔ پزشکی دانشگاه علوم پزشکی تهران شد. مرتضی مشایخی از همکاران محمد قریب بود که در شروع امر ریشه‌کن سازی فلج اطفال نقش عمده‌ای ایفا کرد. مجموعه شعرهای وی، با عنوان آتش نهفته با مقدمه سید حسن امین چاپ شده‌است.

## زندگی‌نامه
او فرزند محمدباقر مشایخی نماینده مردم خوانسار و گلپایگان در زمان مشروطه بود که پس از به‌توپ‌بستن مجلس به خوانسار بازگشت. مرتضی مشایخی تحصیلات ابتدایی خود را در خوانسار سپری کرد و برای ادامه تحصیل ابتدا به اصفهان و سپس به تهران رفت و در نهایت توانست دیپلم خود را کسب کند.
در سال ۱۳۱۷ پس از ثبت نام در دانشگاه تهران در رشته پزشکی شروع به تحصیل کرد. در آن زمان محمد قریب به عنوان ریاست بخش اطفال در دانشگاه تهران مشغول به کار بود که پس از گذشت چند سال مرتضی مشایخی به عنوان معاون و دستیار ایشان در دانشگاه تهران و همچنین رئیس درمانگاه اطفال دانشگاه مشغول به کار شد. پس از آن به درخواست محمد قریب به فرانسه رفت و در رشته اعصاب اطفال ادامه تحصیل داد.
در هنگام بازگشت به ایران تجهیرات و وسایل مورد نیاز برای رشته فلج اطفال را به ایران آورد و ساختمانی برای کار در این رشته احداث کرد. برای کمک به بیماران فلج اطفال با یک پزشک آلمانی به نام ویلی برای ساختن اندام‌های مصنوعی و یک پزشک ایرانی به نام تقی کیا جهت فیزیوتراپی همکاری داشت.
مرتضی مشایخی برادر محمد مشایخی و شوهرخواهر امیرحسین آریانپور است.

## ریشه‌کن سازی فلج اطفال
در تهران ساختمانی تأسیس شد و بیماران مبتلا به فلج اطفال در آن تحت فیزیوتراپی قرار می‌گرفتند، بعد از آن برای گسترش دامنه کار ساختمان دومی هم تأسیس شد.
در هنگام درمان بیماران مبتلا به فلج اطفال بیماران همزمان واکسینه هم می‌شدند، بدین وسیله از شیوع بیشتر این بیماری جلوگیری می‌شد. در آن هنگام پروفسور دوبره که از اساتید محمد قریب و پایه‌گذار طب اطفال در فرانسه بود در ایران اقامت داشت، ایشان در مورد بیماری فلج اطفال و واکسن آن سخنرانی کرد که موجب شد مردم برنامه واکسینه کردن فرزندان خود را بپذیرند. مرتضی مشایخی ۱۵ سال از زندگی خودش را وقف برنامه مبارزه با بیماری فلج اطفال کرد که پس از موفقیت‌آمیز بودن این برنامه در زمان جنگ ایران و عراق مرکز پزشکی ایشان مورد اصابت موشک قرار گرفت و یکی از همکاران ایشان نیز در این واقعه کشته شد.